# ¡A por ellos...! que son pocos y cobardes
¡A por ellos...! que son pocos y cobardes es el sexto álbum (primero en directo) del cantante español Loquillo junto a la banda Trogloditas.
En el momento del lanzamiento del disco Loquillo y Trogloditas eran:
- Loquillo - Voz.
- Ricard Puigdomènech - Guitarra.
- Xabi Tacker - Guitarra.
- Josep Simón - Bajo.
- Jordi Vila - Batería.
- Sergio Fecé - Teclados.

Con la colaboración de:
- Sabino Méndez - Guitarra.

## Descripción
Grabado en la Sala Zeleste de Barcelona el 15 de diciembre de 1988, el álbum coincide con un cambio de ciclo en el grupo con la salida de Sabino Méndez, reuniendo en una única grabación los mayores éxitos de la banda hasta el momento.
Se trata del álbum más vendido de la banda, superando los 600.000 ejemplares vendidos. Se mantuvo durante 22 semanas de 1989 entre los diez álbumes más vendidos en España, llegando a alcanzar la posición número 3 en agosto de ese año.

## Canciones
- Carne para Linda. - 3:06
- La policía. - 2:51
- Ya no puedo bailar. - 3:30
- Chanel, cocaína y Don Perignon. - 2:52
- Coleccionistas. - 3:40
- Piratas. - 3:05
- Quiero un camión. - 2:50
- Brisa de abril. - 3:20
- En Dino's a las diez. - 3:06
- Mis problemas con las mujeres. - 3:43
- La mala reputación (versión). - 5:10
- La mataré.
- Cadillac solitario. - 4:22
- Autopista. - 5:50
- Rock suave. - 3:43
- Todo el mundo ama a Isabel. - 3:11
- Besos robados. - 4:24
- El ritmo del garaje. - 5:02
- El rompeolas. - 4:54
- Siempre libre. - 4:20
- En las calles de Madrid. - 3:20
- Esto no es Hawái. - 2:10
- Rock 'n' Roll Star. - 5:24
- Barcelona ciudad. - 3:47